# Girls Aloud

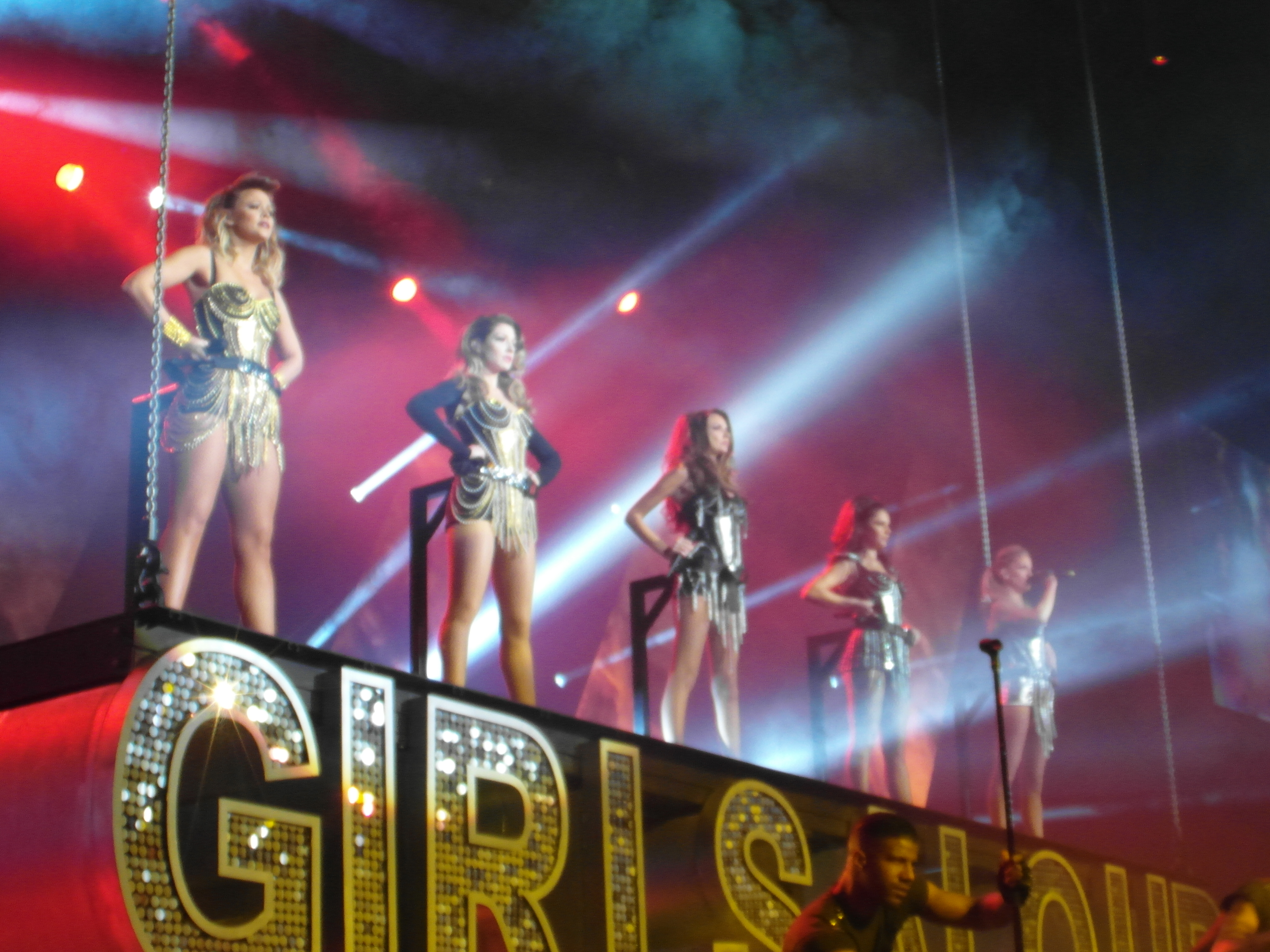
Fotka z koncertu Girls Aloud z O2 areny v rámci Ten Tour 2013

Girls Aloud byla britská dívčí skupina, která vznikla v roce 2002 díky show talentů ITV1 Popstars: The Rivals.
Skupinu tvořili Cheryl Cole (alias Tweedy), Nadine Coyle, Sarah Harding, Nicola Roberts a Kimberley Walsh.
Od počátku kariéry se dostaly na vrchol britské hudební scény. Dostaly se do Top10 rekordně 18krát za sebou a vlastní pět platinových alb. Jsou vítězové ankety Smash Hits, TMF Award a získaly nominace na dvě ceny BritAwards.

## Hudební styl a alba
Jejich producentem je britská společnost Xenomania. Jejich singly jsou žánrově zasazeny od popu, přes elektro, house i dance, ovlivněny hudbou od šedesátých let po současnost. Singly No Good Advice a Jump jsou typická pro 80. léta, Love Machine nebo novinka The Promise po vzoru 60. let, elektronický moderní styl najdete v singlech The Show nebo Sexy! No No No....

### Sound Of The Underground (2003)
Pilotní singl Sound Of The Underground měl obrovský úspěch, za pár měsíců (26. května 2003) bylo vydáno stejnojmenné debutové album. Po vydání se album dostalo hned na první místa, dokonce předběhlo i album Justina Timberlaka: Justified. Druhý singl No Good Advice vyšel společně s prodejem alba, následoval třetí singl Life Got Cold.
V listopadu 2003 Girls Aloud vydaly čtvrtý singl Jump. Jednalo se o cover-verzi slavného hitu z osmdesátých let od Pointer Sisters. Hit se stal ústředním songem pro film Láska nebeská.

### What Will The Neighbours Say? (2004)
Po krátké přestávce holky vydaly singl Show a s ním představili i svojí razantní změnu image. Po uvedení singlu do rádií se dlouho držely na předních místech britské hitparády.
V září 2004 je vydán druhý singl Love Machine, který byl nominován na ITV 's The Record of the Year a skončil na šestém místě. V připravovaném druhém albu objevíme cover-verzi: tentokrát od The Pretenders hit I'll Stand by You. Tento hit se začal hrát i u nás (v ČR)
Album What Will the Neighbours Say? bylo vydáno 29. listopadu 2004. Od května 2005 v rámci své Live Tour představili svá dvě alba. Koncerty si tak získaly vynikající recenze, většina kritiků považuje druhé album za zlepšení oproti debutu. Na tomto albu najdete i oficiální stejnojmenný singl k reality-show Big Brother.

### Chemistry (2005)
Po krátké přestávce po svém úspěšném turné začaly Girls Aloud připravovat své třetí album. První vlaštovkou byl singl Long Hot Summer. Singlem Biology odstartovaly prodej třetího alba Chemistry. Album vyšlo 5. prosince 2005.
Na konci roku 2005 natočily svůj první dokument pro televizi ITV2, kde byla použita další skladba Models. Avšak celé album nebylo tak úspěšné jako dvě předchozí. Na počátku roku 2006 vydaly své první DVD Girls on Film in June 2005, kde zobrazují jejich prvních osm videoklipů a televizní vystoupení. Od února 2006 cestovali v rámci svého dalšího turné po Austrálii a Novým Zélandu, v květnu 2006 začalo turné po Velké Británii.

### Sound Of Girls Aloud (2006)
V říjnu 2006 vydaly výběr jejich singlů za poslední tři roky, přidaly nové singly nebo dosud nevydané. Mezi novinky lze zařadit cover-verzi od Blondie Hanging On The Telephone nebo Something Kinda Ooooh.
V březnu 2007 Girls Aloud společně s dívčí skupinou Sugababes představily svůj společný singl Walk This Way od Aerosmith. I s "best-ofkou" dívky vyrazily na turné po Velké Británii a Irsku.

### Tangled Up (2007)
Léto 2007 odstartovaly singlem Sexy! No No …. Až 19. listopadu 2007 vyšlo čtvrté studiové album Tangled Up společně se singlem Call The Shots. V popularitě singl dokonce překonal debut Sound Of The Underground.
Girls Aloud získaly druhou nominaci na BritAwards 2008 a byly nominováni na Nejlepší britská skupina roku. V lednu 2008 získalo album platinu. Třetí singl z alba byl Can't Speak French. V květnu 2008 začalo další turné po celém Spojeném království, včetně 24 arénách pod širým nebem. Tato koncertní šňůra byla zatím jejich nejdelší.

### Out Of Control (2008)
V květnu 2008 skupina potvrdila, že se začalo pracovat na pátém studiovém album. V září 2008 vyšel singl In Promise. Album s dvanácti singly vyšel 3. listopadu 2008. Na singlu The Loving Kind spolupracovali Girls Aloud s Pet Shop Boys.

## Diskografie
- 2003 – Sound of the Underground
- 2004 – What Will The Neighbours Say?
- 2005 – Chemistry
- 2006 – Sound of Girls Aloud - Greatest Hits
- 2007 – Tangled Up
- 2008 – Out Of Control